# Индикар
Индикар (на английски: IndyCar) са американския еквивалент на автомобилните състезания във Формула 1.

## История
Освен основните серии има и подготвителни серии, както в Европа са сериите GP2, но в САЩ те се наричат Индилайтс.
Името произлиза от името на американския град Индианаполис – Инди, и от английската дума за кола – кар.
Провежда се в САЩ от 1996 година. По-късно се организират кръгове в цял свят – Великобритания, Канада, Мексико, Австралия, Бразилия, Германия, Япония.
„Индианаполис Мотор Спидуей“ е най-големият спортен стадион в света и може да побере рекордните 420 000 зрители по трибуните си.
Състезанията се провеждат на няколко типа писти: овални (с овална форма и само с леви завои), улични състезания (стартове по улиците на големи градове), надпревари на обособени части от граждански летища (например Кливланд или Едмънтън) и обикновени писти.

## Характеристики
Болидите са сходни като тип с тези, които се състезават във Формула 1, но са с различни двигатели, аеродинамика и тегло.
Двигателите са 6-цилиндрови, с турбо и работен обем от 2,2 литра. Сериите КАРТ и след това наследилите ги серии Чампкар използват 8-цилиндрови двигатели с турбокомпресор и работен обем от 2,65-литра, влезли в употреба в Индикар в края на 60-те години на ХХ век. Те притежават специално изработен разтоварващ клапан на компресора, който при определено налягане се отваря и по този начин се контролира мощността.
При започването на Индикар през 1996 г. има два доставчика на гуми Goodyear (до 1999 г.) и Firestone (единствен доставчик след 2000 г.). Размерът на предните гуми е 305/45R15, а на задните – 415/40R15. За състезания на суха писта се ползват сликове, докато нарязаните гуми се ползват за уличните състезания и на мокра писта поради съображения за безопасност.

## Точкуване
Понастоящем точкуването в Индикар е уникално и не се използва в нито един друг автомобилен шампионат:
- Първото място дава 50 точки, второто 40, третото 35, четвъртото 32, петото 30, шестото 28, седмото 26, осмото 24, деветото 22, десетото 20, единайсетото 19, дванайсетото 18, тринайсетото 17, четиринайсетото 16, петнайсетото 15, шестнайсетото 14, седемнайсетото 13, местата от осемнайсето до двайсет и четвърто носят по 12 точки, а местата от двайсет и пето до тридесет и трето по 10 точки.
- Бонус точки се печелят на база на две постижения: спечелено първо място на квалификациите носи 1 точка, а пилотът водил в най-много обиколки в състезание получава 2 точки.
- Пилотът, събрал най-много точки през сезона, се обявява за шампион.

Поради спор за контрола на американския автомобилен спорт между собственика на пистата „Индианаполис мотор спийдуей“ Тони Джордж и собствениците на отбори в сериите КАРТ, от 1996 до февруари 2008 г. съществуваха два паралелни шампионата. Единият бяха сериите КАРТ (от 2004 преименувани на серии Чампкар), а другият организиран от Индирейсинг лигата – серия, създадена от Тони Джордж.